# 神野太郎
神野 太郎（かみの たろう、1903年9月9日 - 1983年9月24日）は、愛知県渥美郡牟呂村（現・豊橋市）出身の実業家。中部瓦斯（現在のサーラエナジー）社長。豊橋市名誉市民。

## 経歴

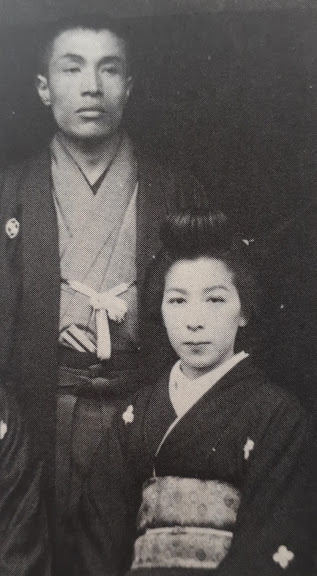
父・神野三郎と母・りき

### 神野家
神野新田を開発した初代神野金之助の孫であり、豊橋市名誉市民である神野三郎の長男である。西春日井郡清洲村の旧家に生まれた三郎は、18歳の時に新田開発を行うために渥美郡にやってきて、1898年（明治31年）に義兄神野金之助の三女りきと結婚した。

### 幼少期
1903年（明治36年）9月9日、神野太郎は愛知県渥美郡牟呂村大字牟呂字松島44番地（現・豊橋市神野新田町）に生まれた。1908年（明治41年）には豊橋市大字花田字城海津の借家に転居し、1910年（明治43年）に豊橋市立狭間尋常小学校（現・豊橋市立松山小学校）に入学した。1911年（明治44年）7月頃には豊橋市大字東八乙の豪壮な家に転居し、豊橋市立八町尋常小学校（現・豊橋市立八町小学校）に転校した。

### 学生時代
1916年（大正5年）4月には愛知県立第四中学校（現・愛知県立時習館高等学校）に入学し、1921年（大正10年）3月に第四中学校を卒業した（第22回卒業生）。名古屋市の旧制第八高等学校（現・名古屋大学）を受験したが不合格だったため、1921年（大正10年）4月には慶應義塾予科に入学した。本科に進学する際には文学部を志望していたが、父親の神野三郎に反対されたことで法学部法学科に進学した。1927年（昭和2年）5月に慶應義塾大学法学部法学科を卒業し、卒業直前の3月13日に浅野花子と結婚している。

### 実業家として
1927年（昭和2年）の大学卒業後には三井信託銀行に入社したが、父親の神野三郎が貧血で倒れたことで帰郷を要請され、1933年（昭和8年）11月には6年目だった三井信託銀行を退社した。同年12月には神野三郎が設立に関与した豊橋瓦斯に初出社し、1934年（昭和9年）には豊橋瓦斯の支配人となると、1941年（昭和16年）には豊橋瓦斯の取締役社長となった。1943年（昭和18年）に豊橋瓦斯と浜松瓦斯が合併して中部瓦斯（現在の中部ガス）が設立されると、いったんは父親の三郎が社長となったが、1944年（昭和19年）には太郎が社長に就任した。戦前から戦後にかけての中部瓦斯の社業を発展させ、東三河地方の地域産業の発展に寄与した。1966年（昭和41年）には中部瓦斯代表取締役会長に就任した。

### 地域の名士として
1943年（昭和18年）には愛知県商工経済会豊橋支部長。1943年（昭和18年）には神野新田土地株式会社取締役。終戦直後の1946年（昭和21年）には豊橋文化協会の会長に就任し、アマチュアオーケストラの育成に尽力した。1950年（昭和25年）には豊橋ロータリークラブ会長。また2度にわたって豊橋商工会議所会頭も務めた。1955年（昭和30年）に愛知県教育委員。1963年（昭和38年）には趣味で収集したクラシックSPレコード1,091枚を豊橋市図書館に寄付し、1983年に開館した豊橋市中央図書館には個人文庫「神野太郎コレクション」が設置された。1980年（昭和55年）11月3日には7人目の豊橋市名誉市民に推挙された。1983年（昭和58年）9月24日に惜しまれながら没した。

## 家族
- 祖父：初代神野金之助 - 神野新田開拓者。
  - 父：神野三郎 - 浜松瓦斯社長。豊橋市名誉市民。
  - 母：神野りき
    - 本人：神野太郎
      - 息子：神野信郎 - 中部ガス社長・会長。サーラグループ名誉顧問。
        - 孫：神野吾郎 - 中部ガス取締役。サーラコーポレーション代表取締役社長。

      - 息子：神野義郎 - 名古屋鉄道取締役、豊橋鉄道社長・会長。
      - 息子：神野紀郎 - 豊橋グランドホテル社長。

    - 弟：神野三男 - 名古屋鉄道副社長。